# Dragon Rouge
Dragon Rouge ou Ordo Draconis et Atri Adamantis, é uma sociedade secreta fundada em 1989 na Suécia, cujos membros estudam e praticam o  ocultismo de via da mão esquerda. Possui cerca de 500 membros através do mundo, e conta com duas lojas na Suécia, uma na Itália, uma na Alemanha e outra na Polônia, além ainda de haver pequenos grupos organizados na  Argentina, México e na  República Tcheca.
A ordem segue uma linha bem incomum da maioria das sociedades secretas ao explorar o lado sombrio da magia e o Caminho da Mão Esquerda, comuns a outras ordens mágicas como a do Templo de Set, a Ordo Templi Orientis e a  Ordem de Phosphorus.[carece de fontes?]
A Dragon Rouge é notória por ser extremamente elitista e seletiva (não aceitando indivíduos com problemas psicológicos, por motivos óbvios), e explora a assim chamada magia negra através de cinco vias principais.

## A ordem
A Dragon Rouge realiza cerimônias, além de noites de estudos e leituras com palestrantes convidados. Os membros também viajam para locais de importância ocultista na Europa, principalmente no ship tumuli na Suécia e em Externsteine na Alemanha. Para os membros iniciados, a ordem realiza debates filosóficos, jantares e festividades.
O grupo é financiado pelos próprios membros, além de solicitar por doações anuais.

## Cultura
Culturalmente, os membros da Dragon Rouge são interessados em goticismo, entre outras formas de manifestação associadas às trevas, uma vez que os membros da ordem acreditam que essas  expressividades dão às pessoas uma verdadeira e plena visão do lado oculto da existência. Entre os associados existem músicos, pintores e escritores.
No campo da música, por exemplo, o compositor Richard Wagner e suas óperas mitológicas são importantes para a Dragon Rouge, embora bandas de rock contemporâneas também sejam de seu interesse, como a banda de metal sinfônico Therion, cujas letras são escritas por um dos fundadores da Dragon Rouge, Thomas Karlsson.

## Filosofia
Os alicerces da filosofia e da cosmovisão da Dragon Rouge estão na ideologia do Caminho da Mão Esquerda. Seu objetivo final é a apoteose, isto é, tornar-se um deus.  A Dragon Rouge não disponibiliza para o público geral os seus textos, mas alguns já foram publicados, a maioria no original sueco. 
Dentre esses textos, estão: Kabbala: kliffot och den goetiska magin  (em português:  Qabalah Gliphotica e Magia Goética) com versões em alemão, italiano, inglês e em português; Uthark: Nightside of the runes (em português:  Uthark: O Lado Noturno das Runas), já traduzido para o alemão e português; Adulrunan och den götiska kabbalan (Traduzido para o italiano sob o título Le Rune e la Kabbala); e Astrala resor, ut ur kroppen. Todos esses escritos são de autoria do fundador Thomas Karlsson.
Dentre os outros contribuintes de material ocultista para Dragon Rouge, estão: Tommie Eriksson, autor de Mörk Magi; Vira Saturnio, autor de Path of the Wolf e IMPERIVM; Asenath Mason, autora de The Book of Mephisto; Alberto Brandi, autor de La Via Oscura; e Adriano Camargo Monteiro, autor de A Cabala Draconiana.
Os membros também estudam autores ocultistas como Carlos Castañeda, Julius Évola e Kenneth Grant. Os membros da Dragon Rouge supostamente também estudam autores clássicos da filosofia, como Heráclito, Platão e Plotino, além de pensadores contemporâneos como  Nietzsche, Heidegger e Henri Bergson.

## Psicologia
Uma das ideias principais da Dragon Rouge, em grande parte semelhante às teorias  thelêmicas, é de que as pessoas só usam pouco mais de uma fração daquilo que realmente são capazes. Em seus rituais, eles tentam supostamente quebrar essas barreiras e revelar esse lado desconhecido chamado de sombra, que é um termo emprestado da psicologia junguiana. Nisso, Carl Jung é considerado o mais importante psicólogo para o grupo, sendo a psicologia uma ciência igualmente importante, bem como a saúde psicológica dos membros - tanto que são rejeitados à iniciação  candidatos que não possuem perfeitas condições psicológicas para fruirem nos trabalhos da ordem, como depressivos e bipolares.

## Iniciação
A Iniciação na maioria das vezes não é feita numa cerimônia formal, mas sim por resultados individuais com paranormalidade. O reconhecimento da  Ordem ocorre em reuniões cerimoniais , em geral composta pelos próprios iniciados.
Os ensinamentos são um sincretismo de quatro grandes tradições; a cabalá, a runologia, o tantra e alquimia. Técnicas não necessariamente originais dessas tradições são usadas nos rituais da Dragon Rouge, como projeção astral.

### Iniciação Draconiana
A iniciação draconiana é baseada num esquema ocultista representado pelos numerais e sinais  1 + 9 + 1, que juntos representam os onze passos das assim-chamadas  Qliphoth, a "lado sombrio" da Árvore da Vida cabalista. Os seguintes nove passos representam os nove níveis das qliphoth:
- 0. Membro: Onde os não-iniciados começam.

---Iniciação---
- 1. Lilith 1.0°: Também chamado de Portão do Desconhecido, é o grau em que os membros estudam a cosmovisão e  filosofia basilar da ordem.

---Travessia do submundo---
- 2. Gamaliel 2.0°: ou Sono das Trevas, é o grau em que os membros estudam onirologia, os próprios sonhos, e treinam técnicas para desenvolverem ‘’sonhos lúcidos’’

Ordo Draconis Minor
- 3. Samael 3.0°: grau em que se estuda a filosofia do Caminho da Mão-Esquerda e aprende-se a magia  yezide e o "lado sombrio" dos  Chakras.

- 4. A'rab Zaraq 4.0°: grau em que são refinados os desejos pessoais e as decisões de foro íntimo.

---O Abismo Menor--- 
Membros de outras ordens (e.g. maçonaria) são proibidos de participar a partir daqui.
Ordo Draconis Major
- 5. Thagirion 5.0°: também O sol negro, é o grau em que que aprende sobre a união entre Deus e o Diabo (vide Abraxas)

- 6. Golachab 6.0°: ou a ascensão de Sorath. Grau em que se aprende a manipular a luxúria e a dor.

- 7. Gha'agsheblah 7.0°: Grau em que se aprende o nível mais elevado de erotismo místico. Também são realizados os preparativos para o que os cabalistas qliphotianos chamam de cruzar o Abismo:

---O Abismo Maior---
- 8. Satariel 8.0°: A cerimônia de Abertura dos Olhos como Lúcifer, Xiva e Odim. Grau em que se aprende o  princípio de Drakon.

- 9. Ghagiel 9.0°: Grau em que se recebe a revelação de Lúcifer como a estrela da alva, símbolo do esclarecimento humano.

- 10. Thaumiel 10.0°: ou a consumação da promessa da Serpente. Grau em que o suposto estado de divindade é atingido pelos membros.

Adamas Ater
- 11. Thaumiel 11.0°: grau em que membro alcança um suposto estado de existência como uma nova criatura.

## Clavicula Nox

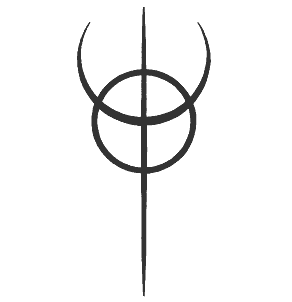
Símbolo da Clavicula Nox

Um dos símbolos principais da  Dragon Rouge é a Clavicula Nox. O nome é um latinório intencional de clavicula noctis, que quer dizer “chave da noite”.
O símbolo da Clavicula Nox é composto por um tridente dentro de um círculo.  O tridente, símbolo de poder sobre o que é inconstante e volátil (emoções e conhecimento) como apanágio dos deuses Posídon, Shiva e também do  Diabo, simboliza o inconsciente, enquanto o círculo marca o consciente. A Clavicula Nox simboliza, portanto, o processo de transformar o inconsciente em consciente. O tridente representa os princípios masculinos das trevas, como  Shiva e Lúcifer, e o círculo representa os princípios femininos das trevas, como Kali e Lilith.  Os seguidores da Dragon Rouge sentem que o símbolo é um dos sentidos psicológicos dos mitos de Atlântida, sendo que Thomas Karlsson afirma que ele estimula o poder das trevas. A Clavicula Nox é tida pelos draconianos como uma chave astral, que abre as portas para diversas experiências. Essas portas, segundo as crenças dos membros, são aprendidas no quinto grau da ordem, Thagirion.
Cada loja draconiana possui a  Clavícula Nox em seu emblema individual.
"Clavicula Nox" é também uma música da Therion, banda afiliada a Dragon Rouge. Ela aparece em dois álbuns: Vovin (cantado por Sarah Jezebel Deva) e Crowning of Atlantis.

### Geral
- «Official Therion forum: Atlantis Trident». Consultado em 15 de junho de 2006. Arquivado do original em 8 de março de 2009
- Camargo Monteiro, Adriano (11 de setembro de 2011). «Roadie Crew - THERION E O MISTÉRIO DE SITRA AHRA». Roadie Crew - Heavy Metal & Classic Rock. Consultado em 31 de dezembro de 2018. Arquivado do original em 14 de abril de 2015